# 曹琪
曹琪（1974年1月15日—），中国前女子铁饼运动员，她的个人最好成绩是1993年9月在北京取得的66.08米。她赢得1993年亚洲锦标赛，在2000年亚洲锦标赛上赢得银牌。她还参加了1999年世界锦标赛和2000年夏季奥林匹克运动会，但都没有进入决赛。

## 战绩
| 年        | 賽事       | 舉辦城市         | 名次              | 記錄      |
| 代表 中国 | 代表 中国  | 代表 中国        | 代表 中国         | 代表 中国 |
| --------- | ---------- | ---------------- | ----------------- | --------- |
| 1993      | 亚洲锦标赛 | 菲律宾马尼拉     | 第1名             | 61.58 m   |
| 1998      | 友好运动会 | 美国尤宁戴尔     | 第6名             | 58.51 m   |
| 1999      | 世界锦标赛 | 西班牙塞维利亚   | 第24名 （资格赛） | 57.43 m   |
| 2000      | 亚洲锦标赛 | 印度尼西亚雅加达 | 第2名             | 58.71 m   |
| 2000      | 奥运会     | 澳大利亚悉尼     | 第21名 （资格赛） | 58.03 m   |

## 外部連結
- 曹琪在World Athletics（英语）
- 曹琪在Olympedia（英语）